# Cosmodromo di Kapustin Jar
Kapustin Jar (in russo Капустин Яр?) è una base di lancio per razzi appartenuta prima all'Unione Sovietica e poi alla Russia; si trova nell'Oblast' di Astrachan', vicino al villaggio omonimo tra Volgograd e Astrachan'. La base fu fondata il 13 maggio 1946 e all'inizio utilizzava materiali e tecnologie della sconfitta Germania nazista. Il primo missile che fu lanciato da questa base nel 1947 fu una V2 catturata ai tedeschi. In seguito la base fu adoperata sia per lanci di missili per uso militare che di razzi-sonda per ricerche scientifiche.
Nel 1948 venne fondata vicino alla base la città di Znamensk, per fornire alloggio e supporto logistico al personale impiegato nella base. Inizialmente fu una città chiusa, inaccessibile agli stranieri e non segnata sulle mappe.
La base fu scoperta dai servizi segreti statunitensi grazie alle rivelazioni di scienziati tedeschi ritornati in Occidente e fu confermata dai voli di aerei spia, il primo dei quali avvenne nel 1953 ad opera di un aereo Canberra della Royal Air Force. Negli anni successivi la base si sviluppò ulteriormente e nel 1968 divenne un cosmodromo, funzione che ha mantenuto fino ad oggi con un'interruzione tra il 1988 e il 1998.
A Kapustin Yar sono avvenuti nell'era sovietica numerosi avvistamenti di UFO e per questo motivo è stata soprannominata la "Roswell russa".